# The Philadelphia Story
The Philadelphia Story és una pel·lícula estatunidenca de George Cukor, estrenada el 1940.

## Argument
Filla de l'alta societat de Filadèlfia i de fort temperament, Tracy Lord ha conservat poc temps el seu primer marit, el playboy C. K. Dexter Haven. Dos anys més tard, està a punt de casar-se de nou amb un home de negocis en perspectiva, la qual cosa interessa la revista Spy, a qui Dexter promet l'accés necessari als seus dos reporters, el periodista Macaulay Connor i la fotògrafa Liz Imbrie.

## Comentari
Difícil de saber a qui atribuir la responsabilitat d'aquesta pel·lícula que ha marcat la història de la comèdia: si a l'obra de Philip Barry, que va triomfar durant dos anys a Broadway, a l'escenificació de George Cukor, per excel·lència el pintor hollywoodienc de les dones, a la producció de Joseph L. Mankiewicz, que ha sabut elevar el diàleg al rang de personatge principal de les seves pel·lícules, a la retòrica de Katharine Hepburn, a la profunditat de Cary Grant, o a la humanitat de James Stewart, o si a la seva complementarietat que és alquímia.
Sigui com sigui, aquesta pel·lícula continua sent, més de 60 anys després de la seva realització, l'exemple de l'èxit de la comèdia estatunidenca, on es combinen els esclats dels diàlegs, de la interpretació i de l'escenificació.

## Repartiment
- Cary Grant: C. K. Dexter Haven
- Katharine Hepburn: Tracy Samantha Lord

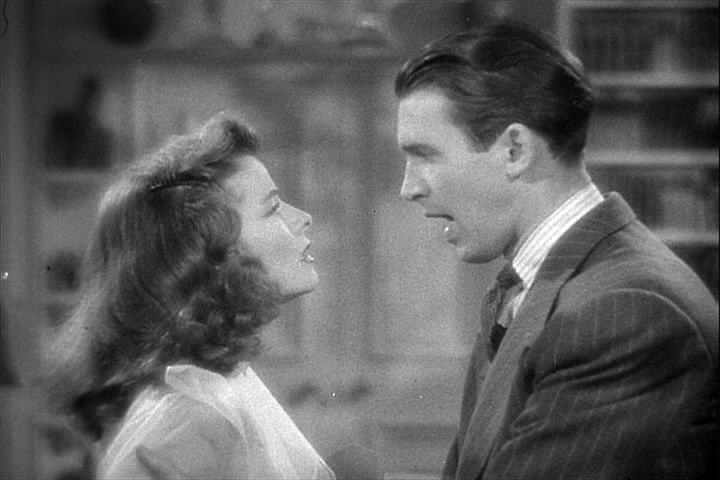
Katharine Hepburn i James Stewart en una escena de la pel·lícula.

- James Stewart: Macaulay Connor
- Ruth Hussey: Elizabeth Imbrie
- John Howard: George Kittredge
- Roland Young: William 'Oncle Willie' Q. Tracy
- John Halliday: Seth Lord
- Mary Nash: Margaret Lord
- Virginia Weidler: Dinah Lord
- Henry Daniell: Sidney Kidd
- Lionel Pape: Edward
- Rex Evans: Thomas

## Premis i nominacions

### Premis
- 1941: Oscar al millor guió adaptat per Donald Odgen Stewart[2]
- 1941: Oscar al millor actor per James Stewart

### Nominacions[2]
- 1941: Oscar a la millor pel·lícula per Joseph L. Mankiewics
- 1941: Oscar al millor director per George Cukor
- 1941: Oscar a la millor actriu per Katharine Hepburn
- 1941: Oscar a la millor actriu secundària per Ruth Hussey

## Galeria

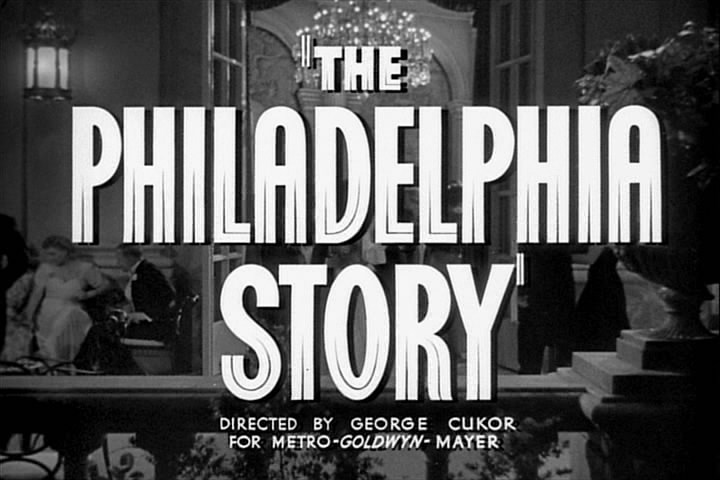
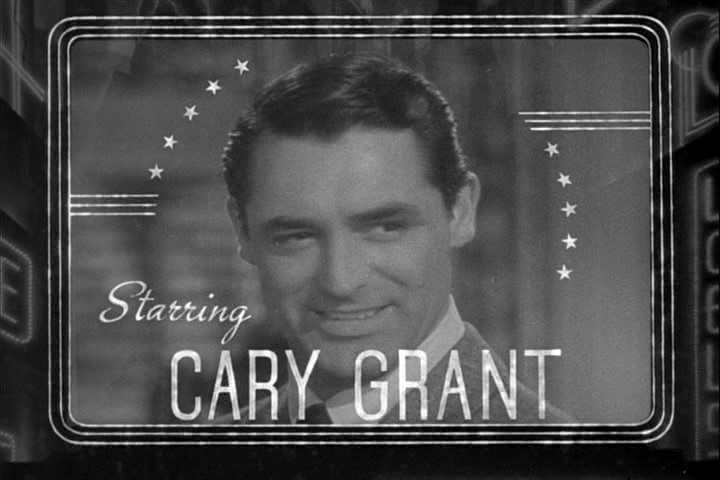
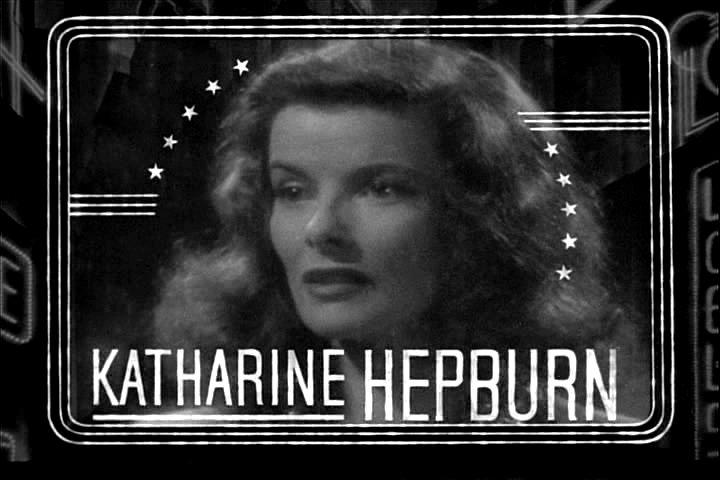
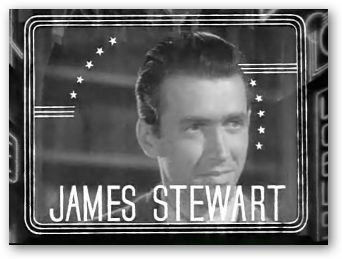
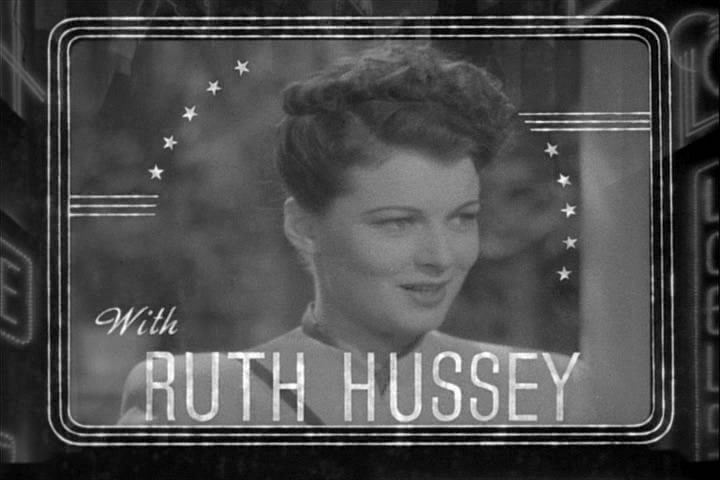
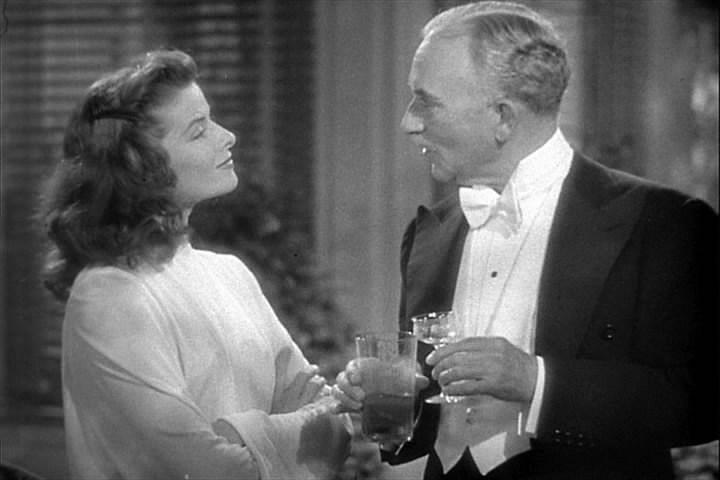
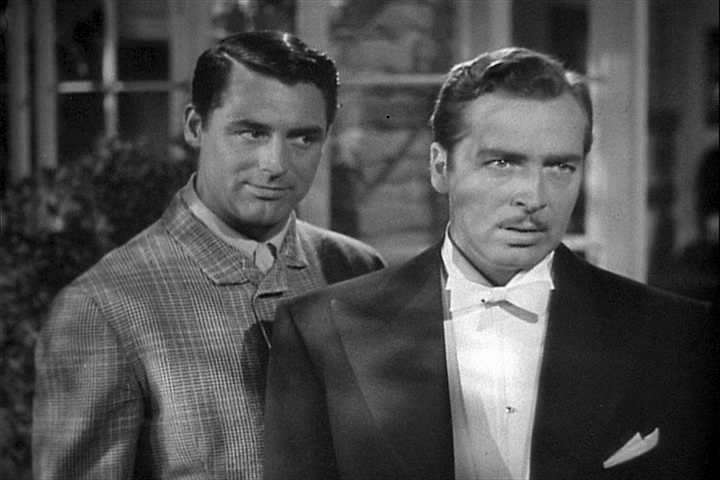
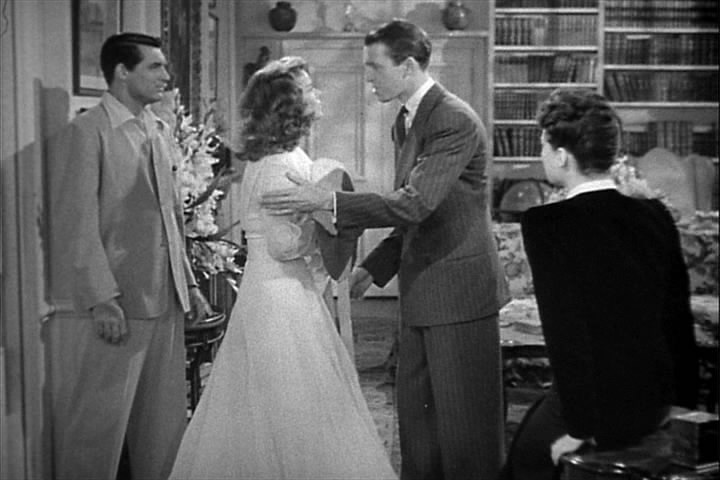